# Webdings
 (septembre 2020).
Si vous disposez d'ouvrages ou d'articles de référence ou si vous connaissez des sites web de qualité traitant du thème abordé ici, merci de compléter l'article en donnant les références utiles à sa vérifiabilité et en les liant à la section « Notes et références ».
Webdings est une police TrueType de style dingbat développée pour Microsoft en 1997. Elle est apparue pour la première fois dans Internet Explorer 4.0 et fut distribuée sur toutes les versions de Microsoft Windows depuis Windows 98.
Elle devient populaire pour son utilisation des icônes aux boutons Fermer, Agrandir, Niveau inférieur et Réduire de Windows. Il est aussi possible, en écrivant les initiales de la ville de New York (NYC), d'y voir un œil, un cœur et une ville (I love New York, en anglais). Microsoft explique ceci comme étant une blague de la part des auteurs.